# Yossi Benayoun
Yossi Shai Benayoun (tiếng Do Thái:יוסף שי "יוסי" בניון; sinh ngày 5 tháng 5 năm 1980 ở Dimona, Israel), được biết đến nhiều với cái tên Yossi Benayoun, là một cựu cầu thủ bóng đá người Israel từng chơi ở vị trí tiền vệ tấn công, thường là phía sau tiền đạo. Ở Israel, anh có biệt danh là "Viên kim cương" và anh cũng từng là đội trưởng của Đội tuyển bóng đá quốc gia Israel. Ngày 12 tháng 4 năm 2019, anh tuyên bố giải nghệ trước khi đón sinh nhật thứ 39 sau 30 năm thi đấu chuyên nghiệp.

## Giai đoạn đầu sự nghiệp
Phóng viên Jason Burt của tờ The Independent từng miêu tả Benayoun hồi nhỏ: "9 tuổi cậu ấy được đánh giá là một tài năng của bóng đá. Tuổi 11 bắt đầu có danh tiếng với tài năng của mình. Tuổi 13, khuôn mặt anh xuất hiện trên trang nhất nhiều tờ báo ở Israel." 
Benayoun bắt đầu sự nghiệp năm 9 tuổi với Hapoel Be'er Sheva. Để đi tập, anh thường phải di chuyển 60 km cùng bố. Sau khi tạo được tiếng tăm cho riêng mình, anh được các tuyển trạch viên của Ajax Amsterdam mời đến. Tại Ajax, anh mang áo số 14. Ajax còn mời luôn gia đình Benayoun cùng anh sang Hà Lan. Vào sinh nhật 16, anh trở thành cầu thủ ghi nhiều bàn nhất cho đội trẻ Ajax và là cầu thủ xuất sắc nhất, và Ajax mời anh ký hợp đồng chuyên nghiệp có thời hạn 4 năm. Tuy nhiên, Benayoun và gia đình không thích nghi được với đời sống ở Amsterdam, do vậy anh từ chối bản hợp đồng và cùng gia đình trở về Israel chỉ sau 8 tháng.

## Sự nghiệp thi đấu tại câu lạc bộ

### Hapoel Be'er Sheva
Ở tuổi 17, anh được đôn lên đội một Hapoel Be'er Sheva ở mùa giải 1997-98, nhưng không thể giúp đội bóng thoát khỏi việc bị xuống hạng. Trong trận đấu cuối cùng của mùa giải gặp Maccabi Haifa, Benayoun thực hiện cú đá penalty ở phút 90. Thủ môn của Haifa, Nir Davidovich, chặn cú sút song Benayoun vẫn kịp băng vào đá bồi để đem lại chiến thắng cho đội bóng của anh. Tuy nhiên, đối thủ cạnh tranh tránh xuất xuống hạng của họ cũng thắng, có nghĩa là đội bóng của Benayoun bị xuống hạng. Vài giây sau khi ghi bàn, trong khi đang ăn mừng chiến thắng và anh nghĩ đó là bàn thắng cứu đội bóng khỏi xuống hạng, Benayoun biết được về việc bị xuống hạng và anh đã khóc oà lên. Benayoun kết thúc mùa giải trong top 4 cầu thủ ghi bàn hàng đầu của giải đấu, với 15 bàn sau 25 lần ra sân.

### Maccabi Haifa
Sau mùa giải đó, Benayoun chuyển tới Maccabi Haifa theo một bản hợp đồng được ký kết cùng Ya'akov Shahar (chủ tịch Haifa) và Eli Zino (cựu chủ tịch Be'er Sheva), và được đồng ý rằng hai đội bóng sẽ cùng chia sẻ lợi nhuận có được nếu họ bán Benayoun cho một đội bóng châu Âu.
Vào năm 1998, dưới sự dẫn dắt của Dusan Uhrin và Daniel Brailovsky, Benayoun cùng Haifa vào đến tứ kết Cúp C2, và anh ghi bàn thắng cân bằng tỉ số muôn trong trận gặp Paris Saint-Germain và trong trận thắng 4-1 trước SV Ried.
Benayoun cũng ghi 16 bàn trong 29 trận cho Haifa ở mùa giải 1998-99, kết thúc mùa giải ở vị trí thứ 8 trong danh sách các cầu thủ ghi bàn hàng đầu.
Vào năm 1999, anh gây mâu thuẫn với huấn luyện viên Eli Cohen, khi anh từ chối vào sân từ ghế dự bị trong một trận đấu. Điều này cộng thêm một tháng tồi tệ của đội bóng đã khiến Cohen phải từ chức. Trong mùa giải đầu tiên ở giải vô địch Israel từ năm 1999 tới 2000 (giải đấu này thay thế cho Liga Leumit), Benayoun ghi 19 bàn trong 38 trận cho Maccabi, và là chân sút đứng thứ ba trong danh sách ghi bàn của giải đấu.
Vào mùa giải 2000-01, dưới sự dẫn dắt của Avram Grant, Benayoun đưa Haifa tới chức vô địch đầu tiên sau 7 năm và được chọn vào đội hình tiêu biểu của mùa giải, sau 13 bàn trong 37 trận. Một mùa giải thành công nữa cũng đưa anh trở thành cầu thủ có tỉ lệ ghi bàn cao thứ 6 giải đấu.
Ở mùa giải tiếp theo, Benayoun giúp Maccabi Haifa vô địch một lần nữa, mặc dù bị chấn thương hồi đầu mùa giải. Khi trở lại, anh đã kết hợp tốt cùng Đovani Roso, Raimondas Žutautas và Yakubu Aiyegbeni để giành chức vô địch. Trong mùa giải cuối cùng của anh ở đây, Yossi ghi 7 bàn trong 33 trận.
Benayoun có 130 lần ra sân cho Haifa và ghi 55 bàn.

### Racing Santander
Vào năm 2002, Benayoun chuyển tới Racing de Santander ở Tây Ban Nha, ghi 5 bàn trong 31 trận ở mùa giải đầu tiên, 7 bàn trong 35 trận ở mùa giải thứ hai và 9 bàn trong 35 trận ở mùa giải thứ ba, sau đó có cả một cú hat-trick trong trận thắng 4-1 trước Deportivo La Coruña.
Tổng cộng, anh có 101 lần ra sân cho Racing, ghi 21 bàn.
Santander đã thương thảo với hai người đại diện của Yossi là Pini Zahavi và Ronen Katsav để đưa ra mức giá rao bán cầu thủ này là 3,5 triệu euro. Benayoun từ chối mức giá 5 triệu để tới CSKA Moscow của Nga, và cho biết sẽ chỉ tới Anh hoặc ở lại Tây Ban Nha. Điều này đã thu hút một loạt đội bóng ở Premier League và La Liga chèo kéo cầu thủ này như Newcastle United, Tottenham Hotspur, Liverpool, Bolton Wanderers, Real Sociedad và Deportivo La Coruña.

### West Ham United
Đội bóng mới lên hạng West Ham United hoàn thành bản hợp đồng với Benayoun vào tháng 7 năm 2005 với mức giá 2,5 triệu euro trong 4 năm. Huấn luyện viên Alan Pardew cho biết kĩ năng chơi bóng của Benayoun sẽ giúp cho đội bóng thi đấu tốt ở giải ngoại hạng Anh trong khi Benayoun cũng cho biết sự hứng thú khi được chơi ở Premier League.
Bản hợp đồng mới này đã có một mùa giải đầu tiên trong mơ khi anh có 5 bàn thắng cùng 8 lần kiến tạo. Anh có trận ra mắt ở Premier League vào ngày mở màn mùa giải 2005-06 trong chiến thắng 3-1 của West Ham trước Blackburn Rovers. Anh sau đó ghi bàn đầu tiên cho đội bóng ở Premiership khi anh ghi bàn ấn định chiến thắng 4-0 trước Aston Villa vào ngày 12 tháng 9 năm 2005.
Benayoun đã chơi trong trận chung kết Cúp FA thứ 125 cùng West Ham gặp đương kim vô địch châu Âu Liverpool. Benayoun ghi 5 bàn trong 34 trận ra sân ở mùa giải đầu tiên, 3 bàn trong 29 trận ở mùa giải thứ 2.

### Liverpool

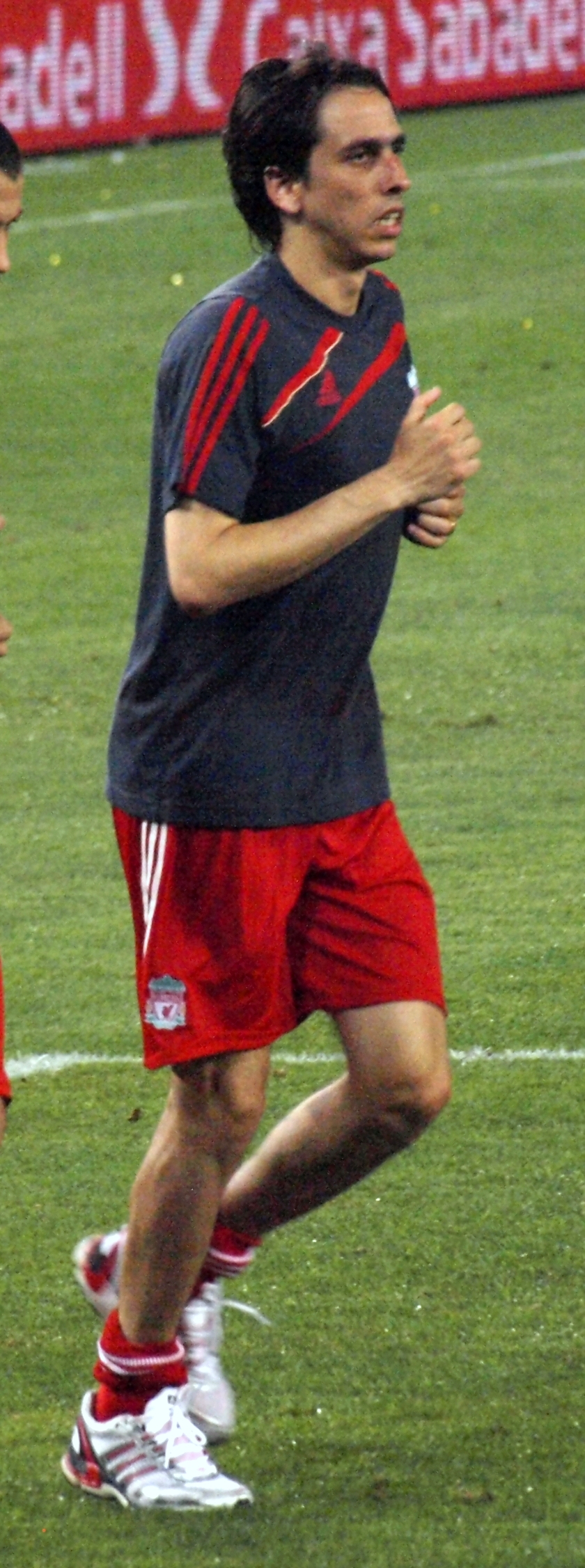
Benayoun khởi động cho Liverpool năm 2009

Benayoun chuyển về Liverpool với nhiều sự chỉ trích. Anh đã nói đồng ý một bản hợp đồng mới có thời hạn 5 năm cùng West Ham United vào tháng 5 năm 2007, nhưng sau đó đã quay lưng lại với sự thoả thuận đó và đồng ý với mức giá của Liverpool. Sự tranh luận đã trở nên gay gắt hơn khi vào ngày 10 tháng 7, giới truyền thông Israel cho biết người đại diện của Benayoun là Ronen Katsav đã đạt được sự đồng thuận cùng Liverpool và có nghĩa là Benayoun sẽ có mức lương thấp hơn 50.000 bảng một tuần được đưa ra bởi West Ham vào tháng 5. Vào ngày 12 tháng 7, Liverpool cho biết trên trang web chính thức của họ về việc ký hợp đồng với Yossi Benayoun đã hoàn thành với mức giá 5 triệu bảng và có thời hạn 4 năm.
Benayoun được giới thiệu trên tư cách là cầu thủ của Liverpool cùng Ryan Babel vào ngày 13 tháng 7, và được trao số áo 11. Anh có trận ra mắt cho Liverpool gặp Toulouse FC ở lượt đi vòng loại UEFA Champions League. Bàn đầu tiên anh ghi cho Liverpool là vào 25 tháng 9 năm 2007 khi anh ghi bàn trong trận gặp Reading FC ở Cúp liên đoàn sau một pha độc diễn. Yossi lập cú hattrick trong trận đấu ở cúp FA gặp đội bóng nghiệp dư Havant & Waterlooville. Benayoun kết thúc mùa giải đầy thành công đầu tiên với 48 trận ra sân cùng 11 bàn thắng, bao gồm 4 bàn trong trận gặp Wigan Athletic, Portsmouth, Aston Villa và Birmingham City.
Tuy nhiên, màn trình diễn của anh không đủ để ngăn cản những lời đồn đại về việc chuyển nhượng của anh vào hè 2008. Điều này khiến cầu thủ người Israel phải tuy bố về mong muốn được ở lại, anh nói: "Liverpool là một đội bóng hợp với tôi và rõ ràng là tôi muốn ở lại và Liverpool cũng cần tôi," Yossi được đeo áo số 15 ưa thích (số áo trước đây của Peter Crouch nhưng bị bỏ không sau khi cầu thủ này chuyển về Portsmouth) ở mùa giải 2008-09.
Vào ngày 6 tháng 12 năm 2008, Benayoun ghi bàn đầu tiên của mùa giải 2008-09 cho Liverpool trong chiến thắng 3-1 trước Blackburn Rovers.
Vào ngày 25 tháng 2 năm 2009, Benayoun ghi bàn từ một cú đánh đầu sau quả đá phạt của Fábio Aurélio vào phút 82 ở vòng 16 đội cúp C1 gặp Real Madrid trên sân Santiago Bernabéu để ấn định chiến thắng 1-0 cho Liverpool. Đây là bàn thắng quan trọng nhất anh từng ghi trong sự nghiệp tính tới lúc đó. "Ghi bàn ở Cúp C1 là một điều đặc biệt. Đó là một trong những bàn thắng ưa thích trong sự nghiệp của tôi...Tôi rất hạnh phúc vì ghi bàn ở Santiago Bernabéu nhưng điều quan trọng nhất là chúng tôi đã chiến thắng", Benayoun phát biểu sau trận đấu.
Vào ngày 4 tháng 4 năm 2009, Benayoun sau khi vào sân thay người đã ghi bàn mở tỉ số muộn màng ở phút 94 trước Fulham. Vào ngày 21 tháng 4 năm 2009, trong trận gặp Arsenal, anh ghi hai bàn thắng trong đó có một bàn gỡ hoà 4-4 ở phút bù giờ.
Benayoun kết thúc mùa giải thứ hai ở Anfield với thành tích ấn tượng; ghi bàn trong tất cả ba trận cuối cùng trên sân nhà của Liverpool. Ở mùa giải 2008-09, Benayoun chơi 39 trận, ghi 9 bàn, bao gồm 8 bàn trong trận gặp các đối thủ Wigan, Blackburn, Newcastle United, Sunderland, Fulham, Tottenham Hotspur và một cú đúp vào lưới Arsenal. Anh đã giành được một suất đá chính thức trên hàng tiền vệ của Liverpool ở giai đoạn hai của mùa bóng.
Vào ngày 6 tháng 7 năm 2009, anh ký bản hợp đồng có thời hạn thêm 2 năm giữ anh lại ở đội bóng tới năm 2013.
Vào ngày 12 tháng 9 năm 2009, anh ghi cú hattrick đầu tiên ở Premier League cho Liverpool trong chiến thắng 4-0 trước Burnley. Đó là cú hattrick thứ ba anh ghi cho Liverpool sau các cú hattrick anh lập được trong chiến thắng trước Besiktas và Havant & Waterlooville. Anh trở thành cầu thủ đầu tiên ghi hattrick ở cả đấu trường giải Ngoại hạng Anh, Champions League và cúp FA.
Sau khi chứng kiến thành tích kém cỏi của Liverpool mùa giải năm 2009-2010 khi chỉ đứng thứ 7 chung cuộc, anh đã quyết định rời Liverpool để tới đầu quân cho Chelsea sau khi được huấn luyện viên Roy Hogson cho phép với giá chuyển nhượng là 5.5 triệu bảng Anh.

### Chelsea
Hợp đồng giữa Benayoun và Chelsea đã được ký vào ngày 2 tháng 7 năm 2010 kéo dài trong 3 năm với mức lương là 70.000 bảng Anh một tuần. Tại Chelsea, anh sẽ khoác chiếc áo số 10 của Joe Cole, cựu cầu thủ Chelsea cũng vừa chuyển đến Liverpool. Benayoun có trận đấu đầu tiên cho Chelsea trong trận giao hữu với Eintracht Frankfurt ngày 1 tháng 8 tại Commerzbank Arena, Đức. Trận này Chelsea thua 2-1 và Benayoun đã thi đấu hết hiệp 1 trước khi được thay bởi Frank Lampard. Trong trận tranh Community Shield với Manchester United, Benayoun được tung vào sân ở hiệp 2 thay Florent Malouda tuy nhiên chung cuộc Chelsea đã để thua 3-1.
Trong trận đấu đầu tiên ở Giải ngoại hạng Anh 2010-2011, anh không được ra quân trong đội hình đá chính từ đầu với West Bromwich mà chỉ được vào sân từ phút 64 thay cho Lampard. Bàn thắng đầu tiên của anh trong màu áo Chelsea là bàn thắng ấn định chiến thắng 6-0 trước Wigan Athletic vào ngày 21 tháng 8. Tuy nhiên, chấn thương gót chân mắc phải trong trận đấu với Newcastle tại Carling Cup ngày 22 tháng 9 khiến anh phải nghỉ thi đấu 6 tháng.

### Arsenal
Ngày 31 tháng 8 năm 2011, Benayoun chuyển đến Arsenal theo hợp đồng cho mượn có thời hạn một năm. Ngày 20 tháng 9 năm 2011, Benayoun ghi bàn thắng đầu tiên cho Arsenal trong chiến thắng 3-1 trước Shrewsbury Town tại League Cup. Tại Premier League, anh có pha lập công đầu tiên cho Arsenal trong chiến thắng 2-1 trước Aston Villa ngày 21 tháng 12 năm 2011.

### West Ham United
Ngày 31 tháng 8 năm 2012, Benayoun trở lại West Ham United theo hợp đồng cho mượn đến hết mùa bóng 2012–13. Tuy nhiên do chấn thương gặp phải trong trận đấu với Newcastle United và khi tập luyện buộc anh trở về Chelsea vào tháng 12 năm 2012. Anh chỉ thi đấu cho West Ham trong thời gian cho mượn tổng cộng sáu trận.

### Queens Park Rangers
Benayoun đến Queens Park Rangers vào ngày 10 tháng 12 năm 2013 cho đến hết mùa bóng 2013-14. Anh có trận đầu tiên cho Queens Park Rangers trong trận thua Leicester City 1-0.

## Sự nghiệp quốc tế
Benayoun là thành viên đội U16 Israel về đích ở vị trí thứ 3 ở giải vô địch U-16 châu Âu vào năm 1996.
Anh có trận ra mắt cho đội tuyển bóng đá quốc gia Israel trong trận giao hữu gặp Bồ Đào Nha vào ngày 18 tháng 11 năm 1998. Benayoun cũng có một cú hat-trick ở đội tuyển, ghi ở vòng loại Euro 2000 gặp San Marino vào ngày 8 tháng 9 năm 1999. Trận đấu kết thúc với tỉ số 8-0 cho Israel.
Ở vòng loại World Cup 2006, Benayoun dẫn dắt đội tuyển Israel sau khi ghi bàn gỡ hoà trong trận gặp Đảo Síp và ghi hai bàn trong trận gặp Thụy Sĩ. Trong trận gặp Đảo Síp, Benayoun kiến tạo bàn ấn định tỉ số sau khi Nir Davidovich ghi một bàn thắng gây tranh cãi. Màn trình diễn ấn tượng của anh tạo cơ hội cho Israel có mặt tại World Cup, song họ bị loại do thua về chỉ số phụ.
Ở vòng loại Euro 2008, Benayoun được bầu là đội trưởng đội tuyển Israel. Trong 8 trận ở vòng loại, Benayoun ghi hai bàn. Ngày 2 tháng 9 năm 2010, trong trận đấu đầu tiên của Israel tại vòng loại Euro 2012 với Malta, anh đã lập một hat-trick giúp Israel giành chiến thắng 3-1.

## Thống kê sự nghiệp

### Câu lạc bộ
Tính đến 26 tháng 3 năm 2014
| Câu lạc bộ             | Mùa bóng            | Giải vô địch | Giải vô địch | Cúp quốc gia | Cúp quốc gia | Cup Liên đoàn | Cup Liên đoàn | Châu lục | Châu lục     | Khác    | Khác         | Tổng cộng | Tổng cộng    |
| Câu lạc bộ             | Mùa bóng            | Số trận      | Số bàn thắng | Số trận      | Số bàn thắng | Số trận       | Số bàn thắng  | Số trận  | Số bàn thắng | Số trận | Số bàn thắng | Số trận   | Số bàn thắng |
| ---------------------- | ------------------- | ------------ | ------------ | ------------ | ------------ | ------------- | ------------- | -------- | ------------ | ------- | ------------ | --------- | ------------ |
| Hapoel Be'er Sheva     | 1997–98             | 25           | 15           | 0            | 0            | 0             | 0             | 0        | 0            | –       | –            | 25        | 15           |
| Hapoel Be'er Sheva     | Tổng cộng           | 25           | 15           | 0            | 0            | 0             | 0             | 0        | 0            | -       | -            | 25        | 15           |
| Maccabi Haifa          | 1998–99             | 29           | 16           | 0            | 0            | 0             | 0             | 0        | 0            | –       | –            | 29        | 16           |
| Maccabi Haifa          | 1999–00             | 36           | 19           | 0            | 0            | 0             | 0             | 0        | 0            | -       | -            | 36        | 19           |
| Maccabi Haifa          | 2000–01             | 37           | 13           | 0            | 0            | 0             | 0             | 4        | 0            | –       | –            | 41        | 13           |
| Maccabi Haifa          | 2001–02             | 28           | 7            | 4            | 1            | 2             | 1             | 0        | 0            | –       | –            | 34        | 9            |
| Maccabi Haifa          | Tổng cộng           | 130          | 55           | 4            | 1            | 2             | 1             | 4        | 0            | -       | -            | 140       | 57           |
| Racing de Santander    | 2002–03             | 31           | 4            | 0            | 0            | –             | –             | –        | –            | –       | –            | 31        | 4            |
| Racing de Santander    | 2003–04             | 35           | 7            | 2            | 0            | –             | –             | 1        | 0            | –       | –            | 38        | 7            |
| Racing de Santander    | 2004–05             | 35           | 9            | 0            | 0            | –             | –             | 0        | 0            | –       | –            | 35        | 9            |
| Racing de Santander    | Tổng cộng           | 101          | 20           | 2            | 0            | -             | -             | 1        | 0            | -       | -            | 104       | 20           |
| West Ham United        | 2005–06             | 34           | 5            | 6            | –            | –             | –             | –        | –            | –       | –            | 40        | 5            |
| West Ham United        | 2006–07             | 29           | 3            | 1            | –            | –             | –             | 2        | –            | –       | –            | 32        | 3            |
| West Ham United        | Tổng cộng           | 63           | 8            | 7            | 0            | 0             | 0             | 0        | 0            | 0       | 0            | 72        | 8            |
| Liverpool              | 2007–08             | 30           | 4            | 3            | 3            | 3             | 1             | 11       | 3            | –       | –            | 47        | 11           |
| Liverpool              | 2008–09             | 32           | 8            | 1            | –            | –             | –             | 9        | 1            | –       | –            | 42        | 9            |
| Liverpool              | 2009–10             | 30           | 6            | 2            | 0            | 1             | 0             | 12       | 3            | –       | –            | 45        | 9            |
| Liverpool              | Tổng cộng           | 92           | 18           | 6            | 3            | 4             | 1             | 32       | 7            | 0       | 0            | 134       | 29           |
| Chelsea                | 2010–11             | 7            | 1            | 0            | 0            | 1             | 0             | 1        | 0            | 1       | 0            | 10        | 1            |
| Chelsea                | 2011–12             | 1            | 0            | 0            | 0            | 0             | 0             | 0        | 0            | 0       | 0            | 1         | 0            |
| Chelsea                | 2012–13             | 6            | 0            | 2            | 0            | 0             | 0             | 5        | 0            | 0       | 0            | 13        | 0            |
| Chelsea                | Tổng cộng           | 14           | 1            | 2            | 0            | 1             | 0             | 6        | 0            | 1       | 0            | 24        | 1            |
| Arsenal (mượn)         | 2011–12             | 19           | 4            | 0            | 0            | 3             | 1             | 3        | 1            | 0       | 0            | 25        | 6            |
| Arsenal (mượn)         | Tổng cộng           | 19           | 4            | 0            | 0            | 3             | 1             | 3        | 1            | 0       | 0            | 25        | 6            |
| West Ham United (mượn) | 2012–13             | 6            | 0            | –            | –            | –             | –             | –        | –            | –       | –            | 6         | 0            |
| West Ham United (mượn) | Tổng cộng           | 6            | 0            | 0            | 0            | 0             | 0             | 0        | 0            | 0       | 0            | 6         | 0            |
| Queens Park Rangers    | 2013–14             | 16           | 3            | 1            | 0            | 0             | 0             | –        | –            | –       | –            | 17        | 3            |
| Queens Park Rangers    | Tổng cộng           | 16           | 3            | 1            | 0            | 0             | 0             | -        | -            | -       | -            | 17        | 3            |
| Maccabi Haifa          | 2014–15             | 22           | 4            | 0            | 0            | 3             | 0             | 0        | 0            | –       | –            | 25        | 4            |
| Maccabi Haifa          | 2015–16             | 16           | 3            | 0            | 0            | 1             | 0             | 0        | 0            | –       | –            | 17        | 3            |
| Maccabi Haifa          | Tổng cộng           | 38           | 7            | 0            | 0            | 4             | 0             | 0        | 0            | -       | -            | 42        | 7            |
| Tổng cộng sự nghiệp    | Tổng cộng sự nghiệp | 457          | 128          | 16           | 3            | 8             | 2             | 41       | 8            | 1       | 0            | 523       | 142          |

### Bàn thắng cho đội tuyển quốc gia
| #   | Ngày                 | Địa điểm                                               | Đối thủ        | Bàn thắng | Kết quả | Giải đấu                 |
| --- | -------------------- | ------------------------------------------------------ | -------------- | --------- | ------- | ------------------------ |
| 01. | 5 tháng 9 năm 1999   | Sân vận động Tsirion, Limassol, Síp                    | Síp            | 2 – 2     | 3 – 2   | Vòng loại Euro 2000      |
| 02. | 8 tháng 9 năm 1999   | Sân vận động Ramat Gan, Ramat Gan, Israel              | San Marino     | 1 – 0     | 8 – 0   | Vòng loại Euro 2000      |
| 03. | 8 tháng 9 năm 1999   | Sân vận động Ramat Gan, Ramat Gan, Israel              | San Marino     | 4 – 0     | 8 – 0   | Vòng loại Euro 2000      |
| 04. | 8 tháng 9 năm 1999   | Sân vận động Ramat Gan, Ramat Gan, Israel              | San Marino     | 6 – 0     | 8 – 0   | Vòng loại Euro 2000      |
| 05. | 15 tháng 11 năm 2000 | Estadio Primeiro de Maio, Braga, Bồ Đào Nha            | Bồ Đào Nha     | 2 – 1     | 2 – 1   | Giao hữu                 |
| 06. | 5 tháng 9 năm 2002   | Sân vận động Josy Barthel, Luxembourg City, Luxembourg | Luxembourg     | 0 – 5     | 0 – 5   | Giao hữu                 |
| 07. | 8 tháng 9 năm 2004   | Sân vận động Ramat Gan, Ramat Gan, Israel              | Síp            | 1 – 1     | 2 – 1   | Vòng loại World Cup 2006 |
| 08. | 9 tháng 10 năm 2004  | Sân vận động Ramat Gan, Ramat Gan, Israel              | Thụy Sĩ        | 1 – 0     | 2 – 2   | Vòng loại World Cup 2006 |
| 09. | 9 tháng 10 năm 2004  | Sân vận động Ramat Gan, Ramat Gan, Israel              | Thụy Sĩ        | 2 – 2     | 2 – 2   | Vòng loại World Cup 2006 |
| 10. | 9 tháng 2 năm 2005   | Sân vận động Teddy Kollek, Jerusalem, Israel           | Croatia        | 2 – 2     | 3 – 3   | Giao hữu                 |
| 11. | 8 tháng 10 năm 2005  | Sân vận động Ramat Gan, Ramat Gan, Israel              | Quần đảo Faroe | 1 – 0     | 2 – 1   | Vòng loại World Cup 2006 |
| 12. | 15 tháng 10 năm 2006 | Sân vận động Petrol Arena, Celje, Slovenia             | Slovenia       | 0 – 1     | 1 – 1   | Giao hữu                 |
| 13. | 6 tháng 9 năm 2006   | Stadion de Goffert, Nijmegen, Hà Lan                   | Andorra        | 1 – 0     | 4 – 1   | Vòng loại Euro 2008      |
| 14. | 15 tháng 9 năm 2006  | Sân vận động Ramat Gan, Ramat Gan, Israel              | Croatia        | 2 – 3     | 3 – 4   | Vòng loại Euro 2008      |
| 15. | 26 tháng 3 năm 2008  | Sân vận động Ramat Gan, Ramat Gan, Israel              | Chile          | 1 – 0     | 1 – 0   | Giao hữu                 |
| 16. | 6 tháng 9 năm 2008   | Sân vận động Ramat Gan, Ramat Gan, Israel              | Thụy Sĩ        | 1 – 2     | 2 – 2   | Vòng loại World Cup 2010 |
| 17. | 11 tháng 10 năm 2008 | Sân vận động Josy Barthel, Luxembourg City, Luxembourg | Luxembourg     | 0 – 1     | 1 – 3   | Vòng loại World Cup 2010 |
| 18. | 15 tháng 10 năm 2008 | Sân vận động Skonto, Riga, Latvia                      | Latvia         | 0 – 1     | 1 – 1   | Vòng loại World Cup 2010 |
| 19. | 11 tháng 2 năm 2009  | Sân vận động Ramat Gan, Ramat Gan, Israel              | Hungary        | 1 – 0     | 1 – 0   | Giao hữu                 |
| 20. | 3 tháng 3 năm 2010   | Dan Păltinişanu, Timisoara, Romania                    | România        | 1 – 0     | 2 – 0   | Giao hữu                 |
| 21. | 2 tháng 9 năm 2010   | Sân vận động Ramat Gan, Ramat Gan, Israel              | Malta          | 1 – 0     | 3 – 1   | Vòng loại Euro 2012      |
| 22. | 2 tháng 9 năm 2010   | Sân vận động Ramat Gan, Ramat Gan, Israel              | Malta          | 2 – 1     | 3 – 1   | Vòng loại Euro 2012      |
| 23. | 2 tháng 9 năm 2010   | Sân vận động Ramat Gan, Ramat Gan, Israel              | Malta          | 3 – 1     | 3 – 1   | Vòng loại Euro 2012      |
| 24. | 4 tháng 6 năm 2011   | Sân vận động Skonto, Riga, Latvia                      | Malta          | 1 – 0     | 2 – 1   | Vòng loại Euro 2012      |

## Danh hiệu

### Câu lạc bộ

#### Maccabi Haifa
- Israeli Premier League: 2000–01, 2001–02
- Israel State Cup: 2015–16

#### Chelsea
- UEFA Europa League: 2012-13

### Cá nhân
- Cầu thủ xuất sắc nhất Israeli Premier League: 2000–01